# Xenti Runceanu
Xenti Runceanu (n. 30 octombrie 1976, Buzău, România) este un muzician român, solist vocal, instrumentist, compozitor, textier, orchestrator.
Provine dintr-o familie de muzicieni, văr primar al regretatei cântărețe Mihaela Runceanu și fratele Andreei Runceanu din trupa Amadeus. A început să studieze pianul de la vârsta de 6 ani, urmează școala și liceul de muzică "Dinu Lipatti" și devine în anul 2000 licențiat al Universității de Muzică din București. În 1999 devine membru al Uniunii Compozitorilor și Muzicologilor din România.
În 1998 înființează trupa No Comment, participă la concerte în toate orașele din țară și în străinătate. Primul album al lor a făcut un record de vânzări la casa de discuri Intercont Music, 100.000 de exemplare. 2 single-uri ating cele mai înalte poziții în Romanian Top 100. 
1998-2021 – compozitor, artist interpret, orchestrator și producător pentru diferiți artiști (No Comment, Amadeus Electric Quartet, Irina Baianț, Cornel Ilie, Ad Libitum Voices).
Începând cu anul 2009 devine producător muzical și compozitor al trupei Amadeus. Compune muzica pentru 3 spectacole de teatru: „Dusmanie” de Gabriel Sandu, Teatrelli – 2020; „Disco '89 - Cele 7 morti ale Mihaelei Runceanu” de Catinca Draganescu, Teatrul Apollo111 – 2021; "O istorie plina de speranta a Mihaelei Runceanu" - 2022.
NO COMMENT-CONCURSURI ȘI DISCOGRAFIE:
- 1999 - Festivalul național "Mamaia" la secțiunile Discografie și Șlagăre-"Premiul specialiștilor Televiziunii naționale",ce nu se mai acordase din 1992
- 1999 - cel mai bine vândut disc la Intercont Music
- 2000 - "Premiul pt. originalitate și rafinament în muzica tinerei generații" acordat de Uniunea Compozitorilor și Muzicologilor din România și revista "Actualitatea muzicală"
- 2000 - la concursul "Melodia Secolului" organizat de Televiziunea Națională, piesa "Atât de frumoasă" a fost singura premiată dintre piesele unei trupe tinere și desemnată printre cele mai bune cântece scrise vreodată în România.
- 2000 - finaliști cu piesa "Regina mea" la selecția națională "Eurovision"
- 2002 - finaliști cu piesa "Liberi" la selecția națională Eurovision
- 2002 - Premiul 3 la festivalul național "Mamaia" secțiunea "Creație" cu piesa "C'est la vie"

## Discografie
- La noapte o să te...fur - 1999
- Regina mea - 2000
- Striptease - 2001

## Single-uri
- La noapte o să te...fur
- Atât de frumoasă
- Goi dansăm în ploaie
- Striptease
- Ultimul Tango
- C'est la vie